# James B. Duke House

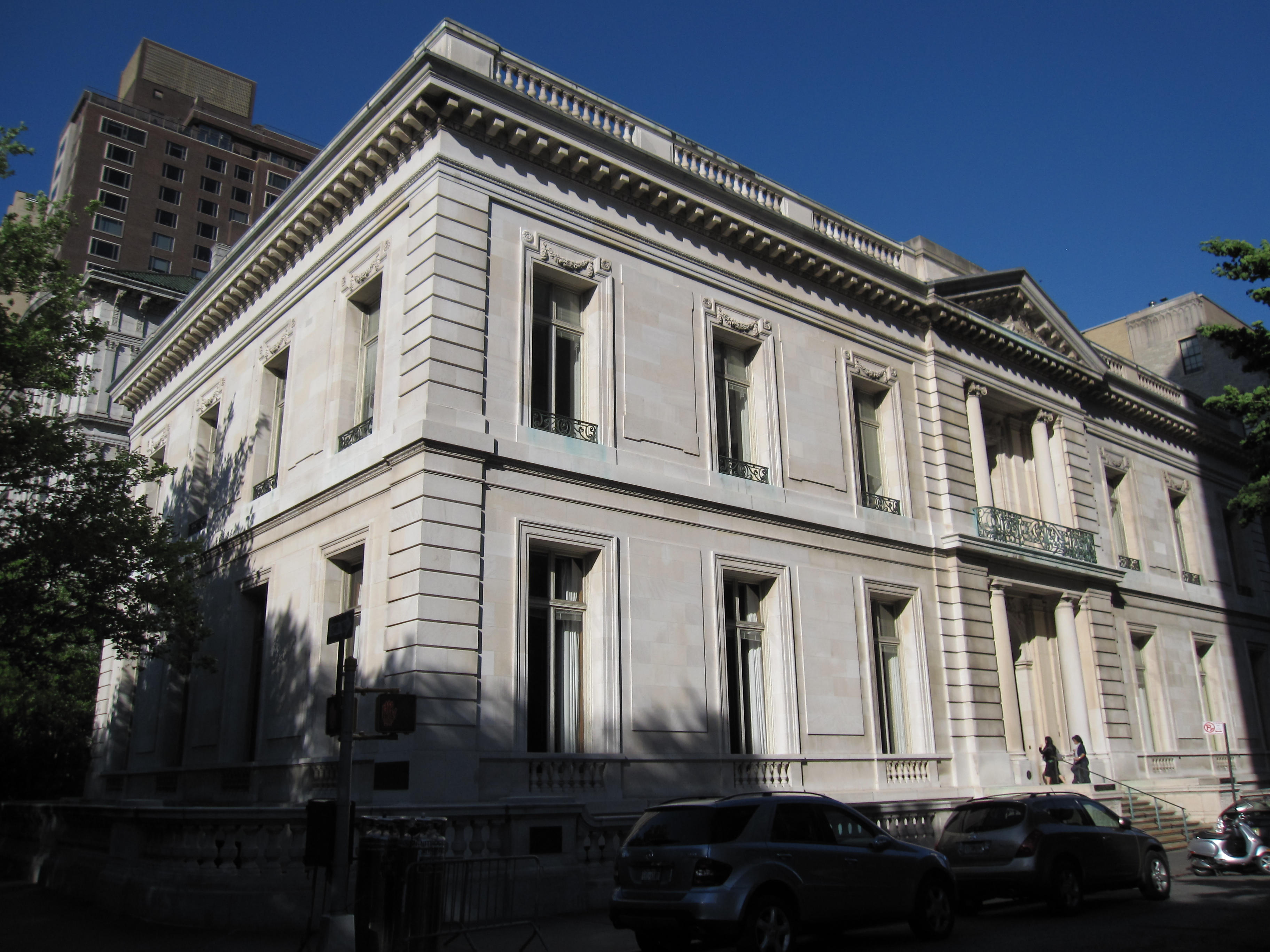
James B. Duke House an der Ecke Fifth Avenue und 1 East 78th Street in New York City (heute Institute of Fine Arts).

Das James B. Duke House an der Ecke Fifth Avenue und 1 East 78th Street in Manhattan, New York City, ist die ehemalige Stadtvilla von James Buchanan Duke, dem Gründer von American Tobacco. Er ließ es vom Architekten Horace Trumbauer errichten, der Entwurf wird seinem Chefdesigner Julian F. Abele zugeschrieben. Nach dreijähriger Bauphase bezog James B. Duke mit seiner Frau Nanaline und seiner neugeborenen Tochter Doris das Anwesen Ende 1912, James verstarb hier 1925 und seine Witwe stiftete es gemeinsam mit seiner Tochter 1957 der New York University. Nach einer Renovierung und Umgestaltung durch Robert Venturi 1958, beheimatet es seitdem das New York University Institute of Fine Arts.

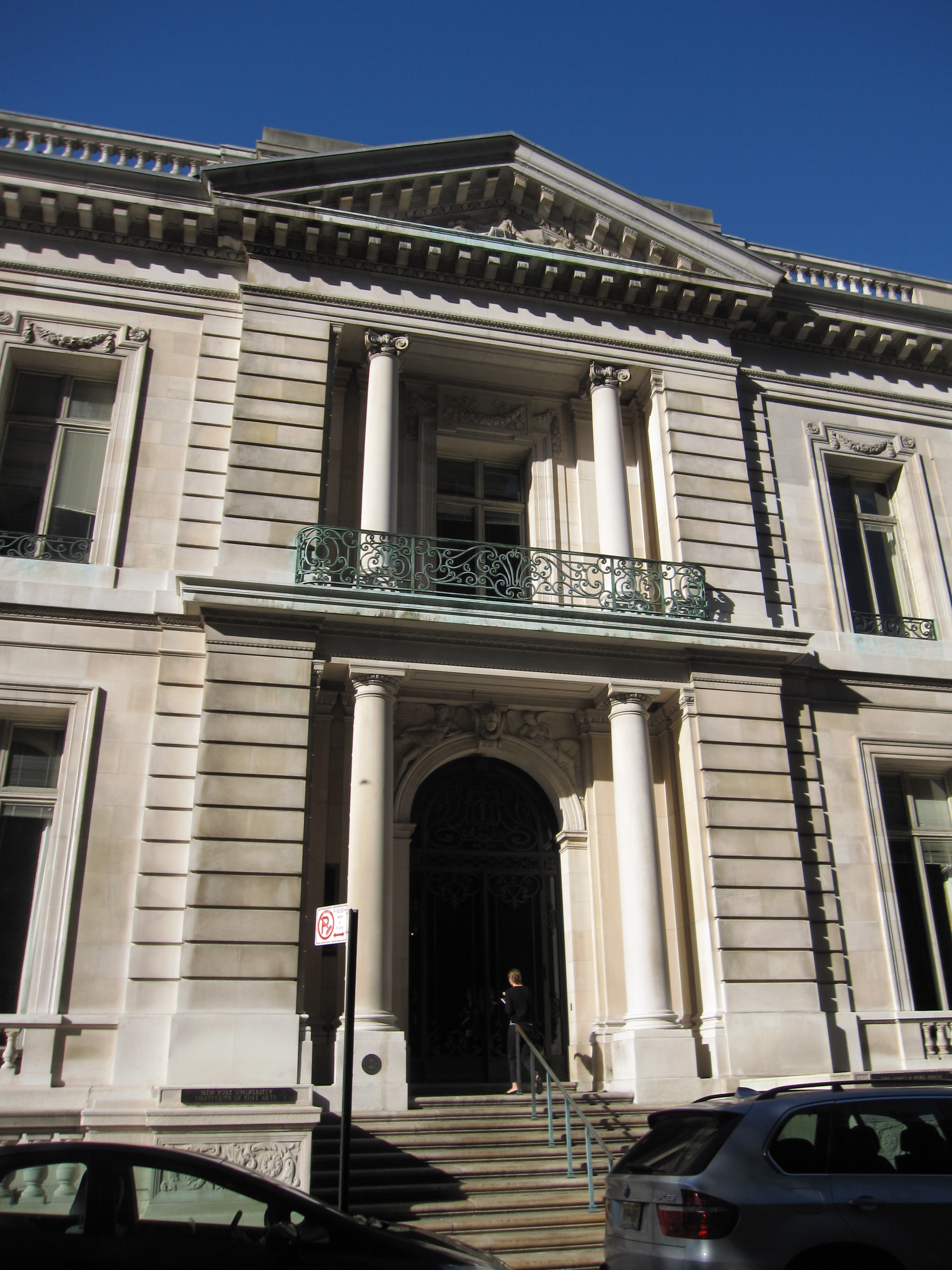
Eingangsbereich

Als Vorbild für das Haus im Stile der Beaux-Arts-Architektur diente das Chateau Labottiere in Bordeaux. Es besitzt drei Etagen, wobei die oberste, ursprünglich ausgestattet mit zwölf Schlafräumen für die Angestellten, nahezu verdeckt wird von der Dachbalustrade. In der zweiten Etage befanden sich die Schlafräume der Dukes und die unterste Etage ist geprägt von der Haupthalle mit angeschlossener großer Treppe mit Stufen aus Marmor und einem kunstvoll verzierten eisernen Treppengeländer sowie vier großen Räumen (Music Room, Drawing Room, Dining Room und Library). Den Eingangsbereich flankieren zwei dorische Säulen, die ihre Fortsetzung in zwei ionischen Säulen auf dem darüberliegenden Balkon finden. Die Fassade aus hochwertigem Sandstein ist schlicht gehalten mit wenigen Verzierungen, die sich auf den Bogenzwickel über der Eingangstür, das Tympanon und den Bereich oberhalb der Fenster der zweiten Etage beschränken.
Das Gebäude wurde am 15. September 1970 von der Landmarks Preservation Commission unter Denkmalschutz gestellt und am 10. November 1977 in das National Register of Historic Places aufgenommen.